# Follow the Blind
Follow the Blind je druhé studiové album německé powermetalové hudební skupiny Blind Guardian. Vydáno bylo v roce 1989 pod vydavatelstvím No Remorse. Podle kytaristy Marcuse Siepena členové skupiny „v době nahrávání alba poslouchali převážně thrashmetalové kapely jako Testament a Forbidden, což je důvod, proč album zní tvrději.“ V roce 2007 vyšla přes vydavatelství Virgin Records reedice obsahující jako bonus celé demo Battalions of Fear, jež kapela, tehdy působící pod jménem Lucifer's Heritage, nahrála v roce 1986.

## Seznam skladeb
Hudbu složil(i) Hansi Kürsch, André Olbrich, Marcus Siepen, Thomas Stauch, není-li uvedeno jinak. 
| Pořadí         | Název                                | Hudba                  | Text           | Délka |
| -------------- | ------------------------------------ | ---------------------- | -------------- | ----- |
| 1.             | Inquisition                          |                        |                | 0:40  |
| 2.             | Banish from Sanctuary                |                        | Kürsch         | 5:27  |
| 3.             | Damned for All Time                  |                        | Kürsch         | 4:57  |
| 4.             | Follow the Blind                     |                        | Kürsch         | 7:10  |
| 5.             | Hall of the King                     |                        | Kürsch         | 4:16  |
| 6.             | Fast to Madness                      |                        | Kürsch         | 5:57  |
| 7.             | Beyond the Ice                       |                        |                | 3:28  |
| 8.             | Valhalla (ft. Kai Hansen)            |                        | Kürsch         | 4:56  |
| 9.             | Don't Break the Circle (Demon cover) | Mal Spooner, Dave Hill |                | 4:28  |
| 10.            | Barbara Ann (The Regents cover)      | Fred Fassert           | Fred Fassert   | 1:43  |
| Celková délka: | Celková délka:                       | Celková délka:         | Celková délka: | 42:00 |

| Bonus z reedice 2007 | Bonus z reedice 2007       | Bonus z reedice 2007   | Bonus z reedice 2007 |
| Pořadí               | Název                      | Text                   | Délka                |
| -------------------- | -------------------------- | ---------------------- | -------------------- |
| 11.                  | Majesty (demo)             | Kürsch                 | 7:16                 |
| 12.                  | Trial by the Archon (demo) | instrumentální skladba | 3:53                 |
| 13.                  | Battalions of Fear (demo)  | Kürsch                 | 6:21                 |
| 14.                  | Run for the Night (demo)   | Kürsch                 | 4:29                 |

## Obsazení
- Hansi Kürsch – basová kytara, zpěv
- André Olbrich – kytary, doprovodný zpěv
- Marcus Siepen – kytary, doprovodný zpěv
- Thomas Stauch – bicí